# Phenacoccus piceae
Phenacoccus piceae är en insektsart som först beskrevs av Hugh Low 1883.  Phenacoccus piceae ingår i släktet Phenacoccus och familjen ullsköldlöss. Arten är reproducerande i Sverige. Inga underarter finns listade i Catalogue of Life.